# 国産再エネに関する次世代型技術の社会実装加速化議員連盟
国産再エネに関する次世代型技術の社会実装加速化議員連盟（こくさんさいエネにかんするじせいだいがたぎじゅつのしゃかいじっそうかそくかぎいんれんめい）は、自民党が再生可能エネルギーの導入促進を目指すために立ち上げた議員連盟。
別称「再エネ社会実装議連」。立ち上げ時の会員には、衆参合わせて79人の自民党議員が名を連ねた。

## 概要
2023年2月発足。発起人は岸田文雄、麻生太郎、森山裕、鈴木俊一の4人で、このうち森山が会長に就任。党内にはすでに、「再生可能エネルギー普及拡大議員連盟」があり、麻生氏は発足時に、こちらの議連の顧問にも名を連ねていた。
特に浮体式洋上風力発電や太陽光発電の技術に重点を置いて国産化を目指し、議論を進めていくとしている。